# 劳伊考
劳伊考，是匈牙利杰尔-莫雄-肖普朗州所辖的一个村。总面积52.63平方公里，总人口2495，人口密度47.4人/平方公里（2011年1月1日）。